# Gęsia Karczma

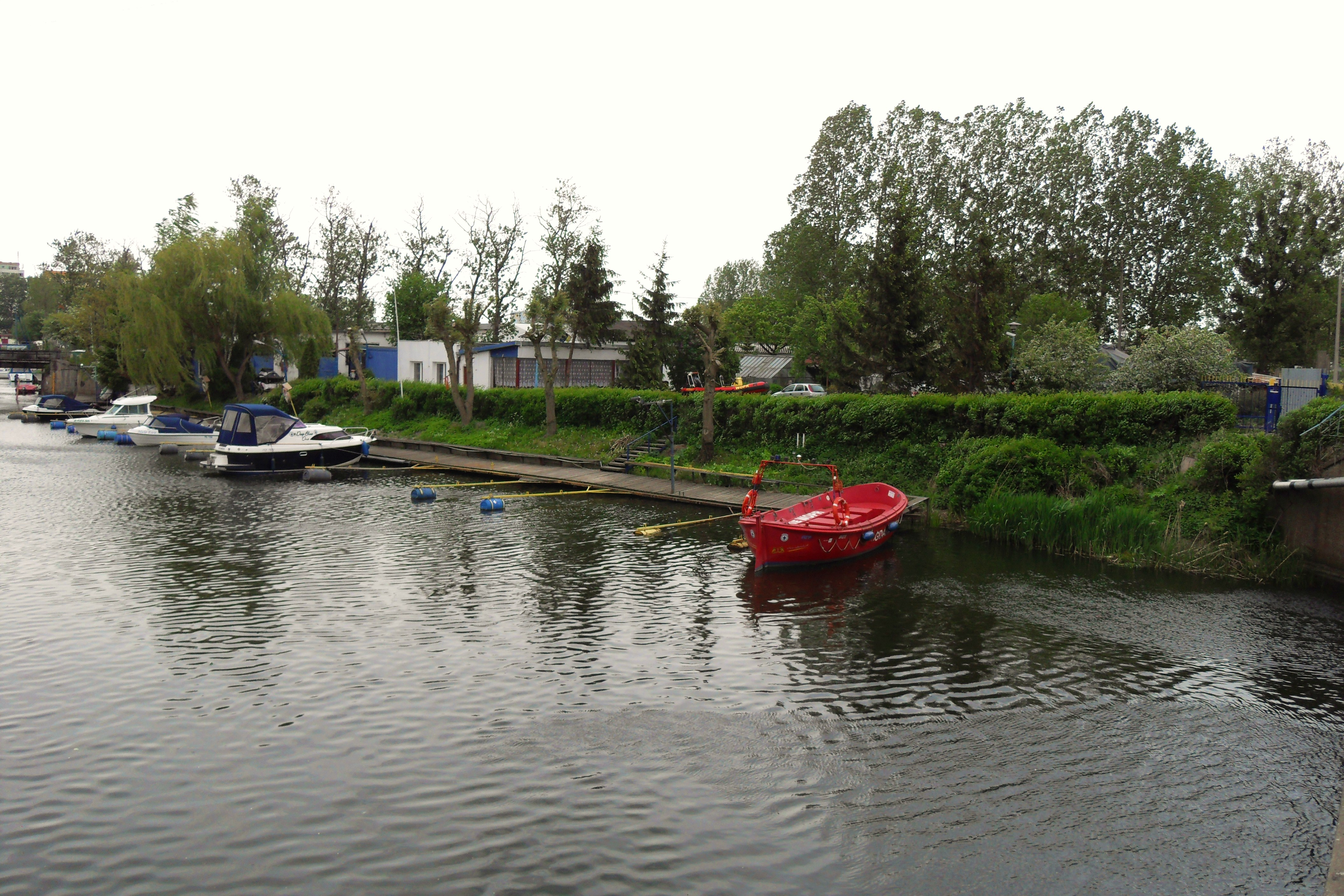
Gęsia Karczma i Opływ Motławy

Gęsia Karczma (niem. Ganskrug) – część gdańskiej dzielnicy Rudniki, nad Martwą Wisłą i Opływem Motławy. Dzisiejsza Gęsia Karczma obejmuje wyłącznie tereny przemysłowe i składowe.

## Nazwa
28 marca 1949 r. ustalono urzędową polską nazwę miejscowości – Gęsia Karczma, określając drugi przypadek jako Gęsiej Karczmy, a przymiotnik – gęsiokarczemski.
Nazwa nawiązuje do historycznej karczmy, znajdującej się w pobliżu dawnej przeprawy promowej przez Martwą Wisłę (zlikwidowanej po otwarciu Mostu Siennickiego).

## Historia

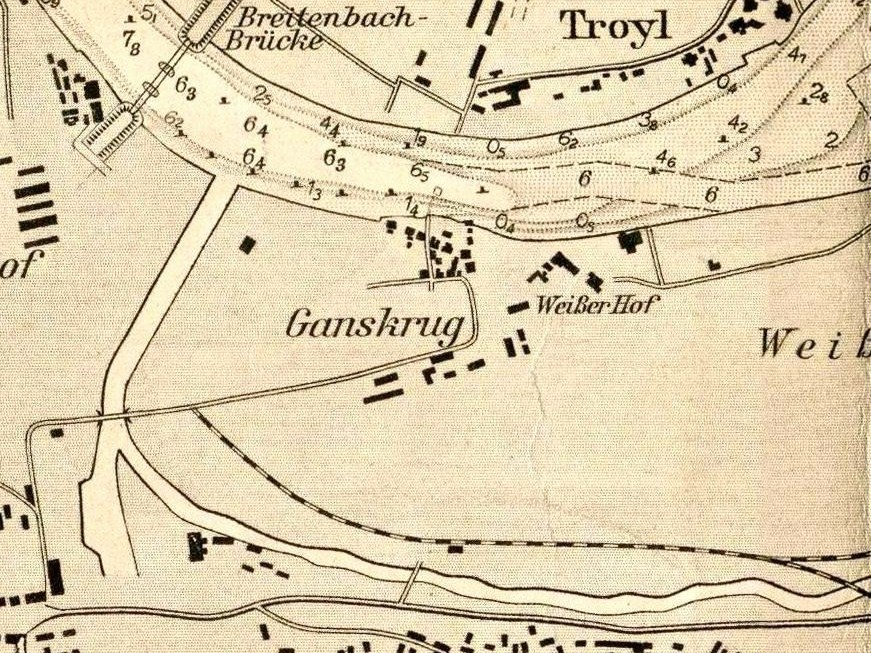
Gęsia Karczma na mapie z 1909

Gęsia Karczma została przyłączona w granice administracyjne miasta w 1877.